# Yūki Masuda
Yuki Masuda (増田 ゆき Masuda Yuki?) (Atami, prefectura de Shizuoka, 9 de febrero de 1973) es una seiyū japonesa. 

## Roles interpretados
- YAT Anshin! Uchū Ryokō (Mónica del Camino de la Cruz)
- Berserk (Erika)
- Bubblegum Crisis Tokyo 2040 (Misae)
- Chrono Crusade (kevin, Sister Anna)
- Cosplay Complex OVA (Sachiko Arii)
- Cyborg 009 (Helen, Veena)
- Cybuster (Mizuki Kamiya)
- Flame of Recca (Yanagi Sakoshita)
- Hetalia: Axis Powers (Ucrania)
- Inuyasha (Eri)
- Inuyasha: Guren no Hōraijima (Moegi)
- Inuyasha: Kagami no Naka no Mugenjo (Eri)
- Itazura na Kiss (Yuuko Matsumoto)[1]
- Kiniro no Corda o La Corda D'Oro TV (Nami Amou)
- Labyrinth of Flames (Natsu)
- Mars, The Terminator (Harumi Yokoyama)
- Naruto (Madre de Sakura)
- Saiyuki (Houmei)
- Sakura Taisen (Sakakibara Yuri)
- Soul Link (Sayaka Nagase)
- Strawberry Eggs (Hibiki Amawa)
- Tokimeki Memorial 2 videojuego (Takumi Sasaki)
- Trigun (Moore)
- Vandread (Velvedare Coco)